# Lionel Shriver
Lionel Shriver (nacida como Margaret Ann Shriver; Gastonia, Carolina del Norte; 18 de mayo de 1957) es una periodista y escritora estadounidense. Su novela Tenemos que hablar de Kevin ganó el Premio de Ficción Femenina en 2005, y fue llevada al cine seis años más tarde.

## Biografía

### Primeros años
Margaret Ann Shriver nació el 18 de mayo de 1957, en Gastonia, Carolina del Norte (Estados Unidos), en el seno de una familia profundamente religiosa, siendo su padre un predicador presbiteriano. Cambió su nombre a la edad de 15 años de Margaret Ann a Lionel porque le gustaba cómo sonaba. Se graduó en Bellas Artes en la Universidad de Columbia, y también obtuvo un máster en la misma.

### Trayectoria
En el 2005 Shriver ganó el Premio de Ficción Femenina por su séptima novela, Tenemos que hablar de Kevin; una novela de suspenso que estudia la ambivalencia maternal, y el efecto que podría haber producido una madre en su hijo, Kevin, en la decisión que éste toma de asesinar a siete de sus compañeros de clase unos días antes de cumplir dieciséis años. La novela creó mucha controversia, y consiguió su éxito a través del boca a boca. Tiempo después, la novela fue llevada al cine en el premiado filme homónimo.
Ese mismo año, empezó a escribir artículos para el diario inglés The Guardian, en los que compartía sus opiniones respecto a la forma de ver la maternidad en las culturas y sociedades occidentales, a la estrechez de miras de las autoridades del gobierno británico y a la importancia de las bibliotecas (comentó que planea dejar en herencia su biblioteca a la institución educativa irlandesa Belfast Library Board, de cuyas bibliotecas sacó provecho cuando vivió en Irlanda del Norte).
En septiembre de 2017 empezó una nueva colaboración, escribiendo artículos de opinión en la revista semanal británica The Spectator.

### Vida privada
Ha vivido en Nairobi (Kenia), Bangkok (Tailandia) y Belfast (Irlanda del Norte). Actualmente reside en Londres, Reino Unido, y está casada con el baterista de jazz Jeff Williams.

## Obra

### Novelas
- 1987: The Female of the Species
- 1988: Checker and the Derailleurs
- 1990: The Bleeding Heart
- 1992: Ordinary Decent Criminals
- 1994: Game Control
- 1996: A Perfectly Good Family
- 1997: Double Fault
- 2005: Tenemos que hablar de Kevin (We Need to Talk About Kevin)
- 2007: El mundo después del cumpleaños (The Post-Birthday World)
- 2010: Todo esto para qué (So Much for That)
- 2012: The New Republic
- 2013: Big Brother
- 2016: Los Mandible (The Mandibles)
- 2017: The Standing Chandelier
- 2018: Propiedad privada (Property)
- 2020: The Motion of the Body Through Space